# Johannes Hinderikus Egenberger
Johannes Hinderikus Egenberger, eigenlijk Joannes Henricus Egenberger, (Arnhem, 28 april 1822 – Utrecht, 14 mei 1897) was een Nederlands schilder en fotograaf.

## Leven en werk
Egenberger was een zoon van de militair Louis Constant Egenberger en Hendrica van Reeken. Hij trouwde in 1848 met de toneelspeelster Christina Margaretha Bartels (1822-1897). Hij kreeg zijn eerste schilderlessen van zijn zwager, de Amsterdamse kunstschilder Louis Henri de Fontenay. Later volgde hij lessen aan de Koninklijke Academie in Amsterdam (1840-1848), bij Jan Willem Pieneman. Vanaf 1852 was hij hulponderwijzer aan de Academie.

### Minerva
In 1857 werd Egenberger aangesteld als hoofdonderwijzer-directeur van Academie Minerva in Groningen. Naast zijn werk aan de academie ontwikkelde Egenberger zich als fotograaf. Hij was in 1864 de eerste met een eigen fotoatelier in Groningen. Hij vroeg ontslag als hoofdonderwijzer om zich volledig op het fotograferen te kunnen richten. In datzelfde jaar opende hij een filiaal in Leeuwarden, waar Jan Hoen -die getrouwd was met Egenbergers nicht Louise de Fontenay- filiaalhouder was. Egenberger kon niet rondkomen van de fotografie en sloot zijn ateliers rond 1865. Hij vroeg en kreeg toestemming om terug te keren als hoofdonderwijzer aan Academie Minerva. Dertig jaar later, in 1895, ging hij met pensioen. Leerlingen van Egenberger waren onder anderen Otto Eerelman, Albert Hahn, H.W. Mesdag, F.H. Bach en Willem Zwart.

### Werken
Egenberger was aanvankelijk actief als historieschilder. Samen met Jacob de Vos werkte hij 1850-1854 aan diens Historische Galerij, met onderwerpen uit de vaderlandse geschiedenis. In 1854 maakte hij, samen met vriend Barend Wijnveld, een groot schilderij van Kenau Hasselaer.
Later ging Egenberger ook meer alledaagse voorstellingen, landschappen en portretten schilderen. Voor de universiteit van Groningen schilderde Egenberger een aantal hoogleraarportretten. Hij exposeerde een aantal keren bij Pictura in Groningen. Zijn schilderstijl ontwikkelde zich in de loop der jaren. Onderwerpkeuze, de manier van schilderen en het kleurgebruik leken meer op de stijl van de Haagse School. Egenberger heeft een grote invloed gehad op de schilderkunst in Groningen. Hij wordt wel de grootvader van de Ploeg genoemd. Werken van hem zijn onder andere in het bezit van het Groninger Museum en het Rijksmuseum.
In 1868 werd een prijsvraag uitgeschreven voor een nieuw monument ter nagedachtenis aan Adolf van Nassau, die was gesneuveld bij Heiligerlee. Het ontwerp van Egenberger won. Omdat hij meer schilder dan beeldhouwer was, werd het werk uitbesteed aan de Belgische beeldhouwer Jozef Geefs. Het Graaf Adolfmonument werd 23 mei 1873 in het bijzijn van koning Willem III onthuld.
Egenberger ontwierp ook een aantal penningen: één voor Groninger geneesheren en kandidaten die zich inzetten bij de bestrijding van de cholera-epidemie (1866), een prijspenning voor het 25e Landhuishoudkundig Congres in Groningen (1871) en de herdenkingspenning Groningen constant (1872).

## Galerij

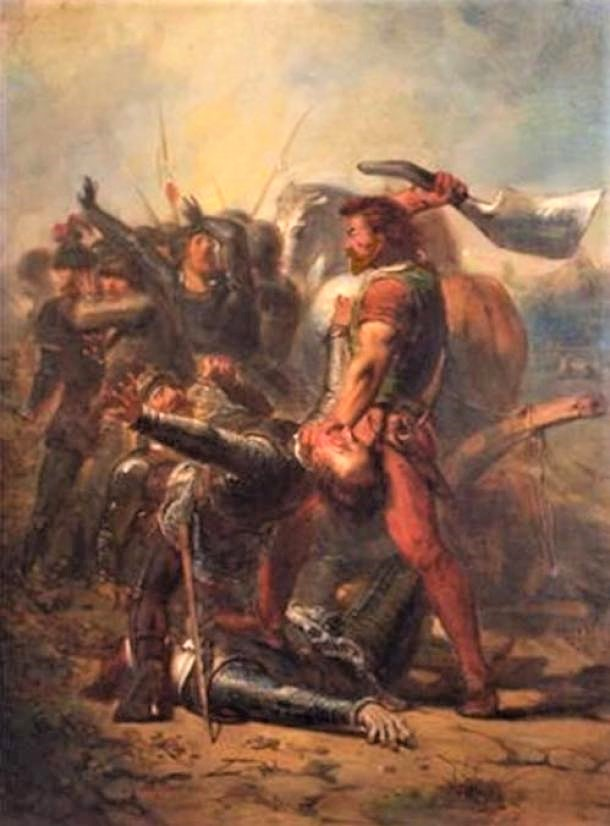
De dapperheid van Grote Pier
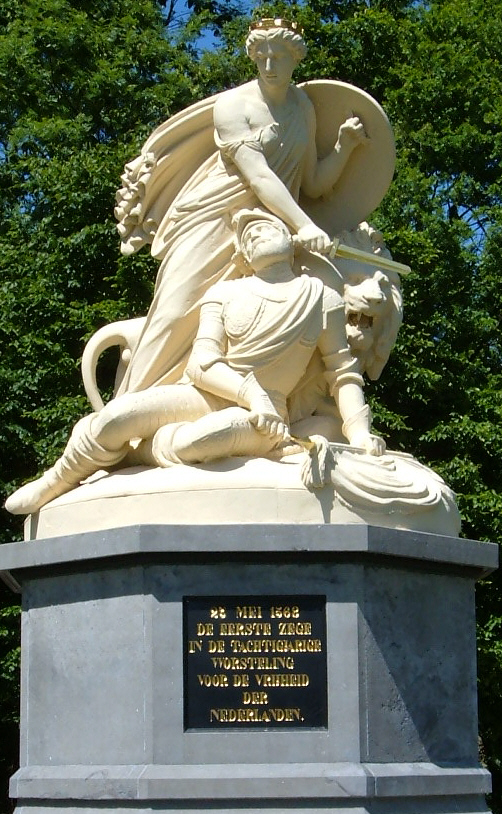
Monument Heiligerlee (1872) (ontwerp J.H. Egenberger)
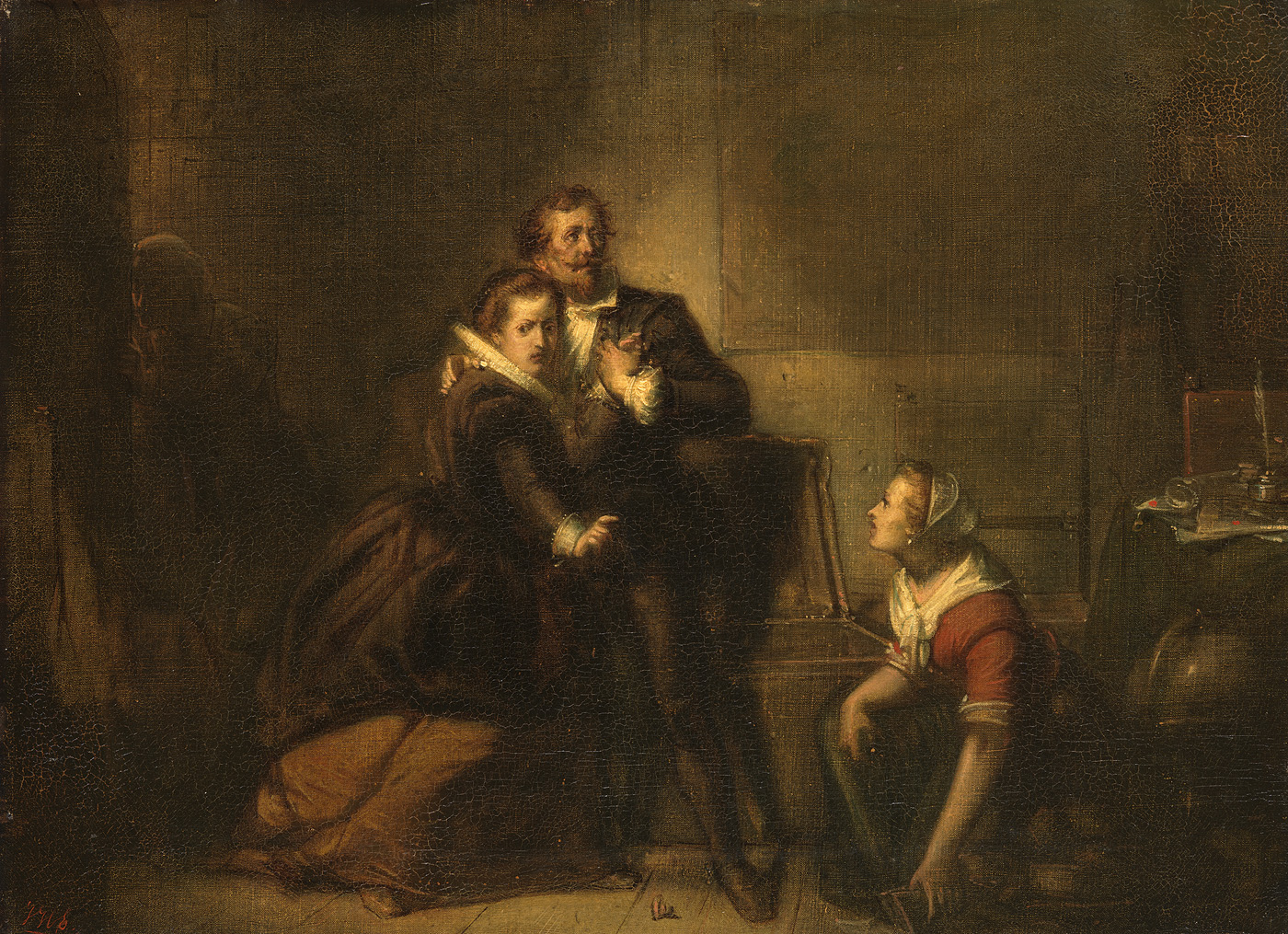
Anno 1621. Hugo Grotius ontsnapt in een boekenkist uit slot Loevestein, Amsterdam Museum